# Jörg Woithe
Jörg Woithe (n. 11 aprilie 1963, Berlin, RDG) este un înotător ce a reprezentat Germania, medaliat olimpic. A participat la o ediție a Jocurilor Olimpice (1980) în care a câștigat o medalie de aur și o medalie de argint.